# Guanlong wucaii
Guanlong wucaii és una espècie de dinosaure tiranosauroïdeu, un dels exemplars més primitius del llinatge. Feia uns 3 metres de longitud i va viure fa uns 160 milions d'anys, al Juràssic superior (Oxfordià), uns 92 milions d'anys abans que el seu parent més ben conegut, el tiranosaure. Aquest saurisqui compartia moltes característiques amb els seus descendents, i també en presentava d'inusuals, com ara una llarga cresta sobre el seu cap. A diferència d'altres tiranosaures més tardans, Guanlong presentava tres llargs dits a les seves mans. Al marge de la cresta distintiva, s'hauria assemblat al seu parent proper Dilong, i com el Dilong podria haver portat un abric de plomes.